# 제57회 백상예술대상
제57회 백상예술대상은 2021년 5월 13일에 열린 시상식이다.

## 수상 및 후보

### 영화 대상
- 자산어보 - 이준익 수상

### 영화 작품상
- 삼진그룹 영어토익반 - 이종필 수상
- 남매의 여름밤 - 윤단비
- 다만 악에서 구하소서 - 홍원찬
- 소리도 없이 - 홍의정
- 자산어보 - 이준익

### 영화 감독상
- 소리도 없이 - 홍의정 수상
- 남매의 여름밤 - 윤단비
- 삼진그룹 영어토익반 - 이종필
- 자산어보 - 이준익
- 다만 악에서 구하소서 - 홍원찬

### 영화 시나리오상
- 내가 죽던 날 - 박지완 수상
- 자산어보 - 김세겸
- 남매의 여름밤 - 윤단비
- 삼진그룹 영어토익반 - 홍수영, 손미
- 소리도 없이 - 홍의정

### 영화 예술상
- 승리호(VFX) - 정성진, 정철민 수상
- 자산어보(촬영) - 이의태
- 반도(VFX) - 이전형, 최재천, 정황수
- 승리호(미술) - 장근영
- 다만 악에서 구하소서(촬영) - 홍경표

### 영화 신인감독상
- 남매의 여름밤 - 윤단비 수상
- 내가 죽던 날 - 박지완
- 콜 - 이충현
- 69세 - 임선애
- 소리도 없이 - 홍의정

### 영화 남자최우수연기상
- 소리도 없이 - 유아인 수상
- 자산어보 - 변요한
- 자산어보 - 설경구
- 다만 악에서 구하소서 - 이정재
- 사라진 시간 - 조진웅

### 영화 여자최우수연기상
- 콜 - 전종서 수상
- 삼진그룹 영어토익반 - 고아성
- 내가 죽던 날 - 김혜수
- 세자매 - 문소리
- 69세 - 예수정

### 영화 남자조연상
- 다만 악에서 구하소서 - 박정민 수상
- 반도 - 구교환
- 강철비2: 정상회담 - 신정근
- 소리도 없이 - 유재명
- 결백 - 허준호

### 영화 여자조연상
- 세자매 - 김선영 수상
- 결백 - 배종옥
- 반도 - 이레
- 삼진그룹 영어토익반 - 이솜
- 내가 죽던 날 - 이정은

### 영화 남자신인연기상
- 결백 - 홍경 수상
- 반도 - 김도윤
- 강철비2: 정상회담 - 류수영
- 남매의 여름밤 - 박승준
- 소리꾼 - 이봉근

### 영화 여자신인연기상
- 남매의 여름밤 - 최정운 수상
- 다만 악에서 구하소서 - 박소이
- 결백 - 신혜선
- 세자매 - 장윤주
- 애비규환 - 정수정

### TV 대상
- 유재석 수상

### TV 작품상(드라마)
- 괴물 - JTBC 수상
- 사이코지만 괜찮아 - tvN
- 악의 꽃 - tvN
- 인간수업 - 넷플릭스
- (아는 건 별로 없지만) 가족입니다 - tvN

### TV 작품상(예능)
- 놀면 뭐하니? - MBC 수상
- 개미는 오늘도 뚠뚠 - 카카오TV
- 싱어게인 - JTBC
- 유 퀴즈 온 더 블럭 - tvN
- 전설의 무대 아카이브K - SBS

### TV 작품상(교양)
- 아카이브 프로젝트 - 모던코리아2 - KBS 1TV 수상
- 건축탐구 - 집 시즌3 - EBS
- 꼬리에 꼬리를 무는 그날 이야기 - SBS
- 차이나는 클라스 - 질문 있습니다 - JTBC
- SBS 신년특집 세기의 대결 AI vs 인간 - SBS

### TV 연출상
- 악의 꽃 - 김철규 수상
- (아는 건 별로 없지만) 가족입니다 - 권영일
- 빈센조 - 김희원
- 사이코지만 괜찮아 - 박신우
- 괴물 - 심나연

### TV 극본상
- 괴물 - 김수진 수상
- (아는 건 별로 없지만) 가족입니다 - 김은정
- 악의 꽃 - 유정희
- 사이코지만 괜찮아 - 조용
- 청춘기록 - 하명희

### TV 예술상
- 사이코지만 괜찮아 - 조상경 수상
- 스위트홈 - 이병주
- 괴물 - 장종경
- 전설의 무대 아카이브K - 최정윤
- VR 휴먼다큐멘터리 너를 만났다 시즌2 - MBC 디자인센터 VFX팀

### TV 남자최우수연기상
- 괴물 - 신하균 수상
- 사이코지만 괜찮아 - 김수현
- 빈센조 - 송중기
- 펜트하우스 - 엄기준
- 악의 꽃 - 이준기

### TV 여자최우수연기상
- 펜트하우스 - 김소연 수상
- 달이 뜨는 강 - 김소현
- 사이코지만 괜찮아 - 서예지
- 철인왕후 - 신혜선
- 산후조리원 - 엄지원

### TV 남자조연상
- 사이코지만 괜찮아 - 오정세 수상
- 스타트업 - 김선호
- 마우스 - 이희준
- 괴물 - 최대훈
- 악의 꽃 - 김지훈

### TV 여자조연상
- 경이로운 소문 - 염혜란 수상
- 산후조리원 - 박하선
- 펜트하우스 - 신은경
- 사이코지만 괜찮아 - 장영남
- 철인왕후 - 차청화

### TV 남자신인연기상
- 18어게인 - 이도현 수상
- 펜트하우스 - 김영대
- 달이 뜨는 강 - 나인우
- 인간수업 - 남윤수
- 스위트홈 - 송강

### TV 여자신인연기상
- 인간수업 - 박주현 수상
- 펜트하우스 - 김현수
- 스위트홈 - 박규영
- 타임즈 - 이주영
- 괴물 - 최성은

### TV 남자예능상
- 이승기 수상
- 문세윤
- 신동엽
- 유재석
- 조세호

### TV 여자예능상
- 장도연 수상
- 김숙
- 송은이
- 재재
- 홍현희

### 백상연극상
- 우리는 농담이 (아니)야 - 극단 여기는 당연히, 극장 수상
- 상형문자무늬 모자를 쓴 머리들 - 극단 동
- 왕서개 이야기 - 극단 배다
- 마른대지 - 윤혜숙
- 어쩔 수 없는 막, 다른 길에서 - 이양구

### 젊은연극상
- 2021 대학수학능력시험 통합사회탐구 영역 - 정진새 수상
- 연극연습3 극작연습 : 물고기로 죽기 - 고주영
- 무릎을긁었는데겨드랑이가따끔하여 - 김풍년
- 아파도 미안하지 않습니다 - 극단 다른몸들
- 2020 메갈리아의 딸들 - 극단 메두사

### 연극 남자최우수연기상
- 우리는 농담이 (아니)야 - 최순진 수상
- 파우스트 엔딩 - 박완규
- XXL레오타드 안나수이 손거울 - 안병식
- X의 비극 - 이상홍

### 연극 여자최우수연기상
- 햄릿 - 이봉련 수상
- 상형문자무늬 모자를 쓴 머리들 - 김문희
- 화전가 - 김정은
- 우리는 농담이 (아니)야 - 조경란
- 스탈린에게 보내는 연애편지 - 최희진

### 틱톡 인기상
- 김선호 수상
- 서예지 수상